# Vicente Romero Girón
Vicente Romero Girón (Valdeolivas, provincia de Cuenca, 21 de enero de 1835 - Madrid, 10 de enero de 1900) fue un abogado, periodista y político español, ministro de Gracia y Justicia durante el reinado de Alfonso XII y ministro de Ultramar y de Fomento durante la regencia de María Cristina de Habsburgo-Lorena. 

## Biografía
Nacido en la localidad conquense de Valdeolivas el 21 de enero de 1835, inició su carrera política como diputado por Cuenca en las elecciones de 1869 repitiendo ese escaño en 1871 y 1872. En 1881 pasa al Senado elegido también por Cuenca, y en 1886 es elegido senador vitalicio.
Fue ministro de Gracia y Justicia entre el 9 de enero y el 13 de octubre de 1883, ministro de Ultramar entre el 18 de mayo de 1898 y el 4 de marzo de 1899, con lo que bajo su ministerio se perdieron las últimas colonias españolas y la cartera que ocupaba dejó de tener fundamento político, y ministro de Fomento entre el 10 de febrero y el 4 de marzo de 1899, cartera que tras él paso a denominarse "Agricultura, Industria, Comercio y Obras Públicas".
Entre 1860 y 1864 fue redactor del periódico madrileño La Discusión. Académico de número de la Real Academia de Ciencias Morales y Políticas. En lo referente a trabajos de carácter y administrativo, colaboró en publicaciones especializadas como La Escuela del Derecho, La Revista del Notariado y El Ministerio Público, además de dirigir durante varios años la Revista de los Tribunales.